# InterNetNews
InterNetNews (INN) – serwer grup dyskusyjnych Usenet. Jest pierwszym tego typu oprogramowaniem obsługującym protokół NNTP. Zaprezentowany został w 1991 roku na konferencji zorganizowanej przez USENIX w San Antonio w Teksasie.